# 剱持嘉一
剱持 嘉一（けんもつ よしかず）は、日本の実業家。芸能プロデューサー。

## 人物
駒澤大学卒業後、エイベックス・エンタテインメント映像企画部で映画制作などを手掛ける。当時手がけた主な作品は「東京フレンズ The Movie」「椿三十郎」などがある。
2016年現在は女性アイドルグループNMB48のプロジェクトプロデューサーおよび沖縄国際映画祭プロデューサーを務めている

## 代表取締役社長を務める企業
- 株式会社ハーデスエンタテインメント[4]（旧名は株式会社ショウランナー）
- 株式会社ショウコード - NMB48劇場運営会社[5]
- 株式会社Showtitle[6]